# Collodes gibbosus
Collodes gibbosus is een krabbensoort uit de familie van de Inachoididae. De wetenschappelijke naam van de soort is voor het eerst geldig gepubliceerd in 1835 door Bell.